# Maksymiwka (Kalusch)
Maksymiwka (ukrainisch Максимівка; russisch Максимовка Maksimowka, polnisch Maksymówka) ist ein Dorf in der westukrainischen Oblast Iwano-Frankiwsk mit etwa 600 Einwohnern.

## Geschichte
Bis Ende des 18. Jahrhunderts gehörte das Dorf zu Polen und war Teil der polnischen Woiwodschaft Ruthenien sowie größtenteils im Besitz der polnischen Familie Krechowiecki. Nach den Teilungen Polens wurde es dem neu geschaffenen Galizien angegliedert. Im frühen 19. Jahrhundert gehörte der große Bergraum von Wełdzirz (heute Schewtschenkowe) im Umland des Dorfes dem polnischen Gutsbesitzer Józef Matkowski. Damals wurden einige Deutsche in Maksymówka angesiedelt.
Im Jahr 1900 zählte Maksymówka 80 Häuser mit 443 Einwohnern, davon 300 ruthenischsprachige, 120 deutschsprachige und 23 polnischsprachige Einwohner, sowie konfessionell gesehen 299 griechisch-katholische, 26 römisch-katholische, 28 jüdische und 90 andersgläubige Einwohner.
Nach dem Ende des Polnisch-Ukrainischen Krieges 1919 kam Maksymówka zurück zu Polen. 1921 hatte Maksymówka 76 Häuser mit 374 Einwohnern, davon 274 Ruthenen, 49 Deutsche, 46 Polen und 5 Juden, beziehungsweise 274 griechisch-katholische, 46 evangelische, 35 römisch-katholische und 19 jüdische Einwohner.
Im Zweiten Weltkrieg wurde das Dorf von der Roten Armee besetzt und zuerst Teil der Sowjetunion. Die ansässigen Deutschen wurden 1940 infolge des Deutsch-Sowjetischen Grenz- und Freundschaftsvertrages umgesiedelt. Ab 1941 wurde das Dorf dem von den deutschen Nationalsozialisten geschaffenen Generalgouvernement zugeteilt. Nach dem Ende des Krieges kam es 1945 wieder zur Sowjetunion und wurde 1991 schließlich Teil der unabhängigen Ukraine.
Am 12. Juni 2020 wurde das Dorf ein Teil der neu gegründeten Siedlungsgemeinde Wyhoda im Rajon Dolyna, bis dahin war es ein Teil der Landratsgemeinde Lolyn im Zentrum des Rajons.
Am 17. Juli 2020 wurde der Ort Teil des Rajons Kalusch.

## Persönlichkeiten
- Bolesław Wieniawa-Długoszowski (1881–1942), polnischer Arzt, General, Diplomat und Politiker